# Together (album de Jerry Lee Lewis)
Albums de Jerry Lee Lewis - Linda Gail Lewis
Sings the Country Music Hall of Fame Hits, Vol. 2
(1969) Original Golden Hits, Vol. 1
(1969)
Together est un album de Jerry Lee Lewis et sa sœur Linda Gail Lewis, enregistré sous le label Smash Records et sorti en 1969.

## Liste des chansons
1. Milwaukee (Here I Come) (Lee Fikes)
2. Jackson (Billy Edd Wheeler (en)/Jerry Leiber (en tant que Gaby Rodgers (en))
3. Don't Take It Out on Me (Linda Gail Lewis/Kenny Lovelace)
4. Cryin' Time (Buck Owens)
5. Sweet Thang (Nat Stuckey)
6. Secret Places (Cecil Harrelson/Lewis/Lovelace)
7. Don't Let Me Cross Over (Joe Penny)
8. Gotta Travel On (Paul Clayton/Larry Ehrlich/Lee Hays/Fred Hellerman/Dave Lazar/Pete Seeger)
9. We Live in Two Different Worlds (Fred Rose)
10. Earth Up Above (Grand Ole Moon Up Above)
11. Roll Over Beethoven (Chuck Berry)

## Source de la traduction
- (en) Cet article est partiellement ou en totalité issu de l’article de Wikipédia en anglais intitulé « Together (Jerry Lee Lewis album) » (voir la liste des auteurs).